# Deutsch Bence
Deutsch Bence (Budapest, 1992. augusztus 4. –) magyar labdarúgó, a Tatabánya hátvédje. Édesapja Deutsch Tamás politikus, MTK-elnök.